# فرنسي لبناني
الفرنسي اللبناني هو المواطن الفرنسي أو المقيم الفرنسي ذو أصول لبنانية.

## التاريخ
الهجرة اللبنانية إلى فرنسا قديمة لوجودهما على شواطئ البحر المتوسط. الا أن المؤرخ منها أن أول هجرة حصلت في القرن السابع عشر. إلا أن الهجرة الكثيفة بدأت مع الحرب الأهلية عام 1975 حيث توجه الآلاف من اللبنانيين إلى فرنسا. لا يوجد معلومات عن طوائف اللبنانيين الذين هاجروا إلى فرنسا، لكن على الأرجح أنهم موارنة ومسلمون. واللبنانيين استطاعوا الاختلاط والاندماج بالمجتمع الفرنسي بشكل جيد.

## طالع
- طالع مقالات عن المهجر والشتات في شمال إفريقيا والشرق الأوسط:

- عرب مغتربون
- شتات لبناني
- شتات مغربي
- شتات سوري
- هايتي لبناني
- شتات جزائري
- جنوب إفريقي لبناني
- سنغالي لبناني
- نيوزيلندي لبناني